# خفض ضجيج المروحية
خفض ضجيج المروحية هو موضوع بحث في تصميم المروحيات لجعلها تعمل بأقل ضجيج وأكثر هدوءً، والحد من مشاكل الطيران خلال الليل في مناطق التجمعات العامة. علاوة على أنها ذات فائدة كبيرة بالتطبيقات العسكرية حيث تحتاج إلى الهدوء عند التسلل لمناطق العدو حتى لا يعيد توجيه دفاعاته إلى مصدر الضوضاء وهو المروحية.

### ضجيج دوار الذيل

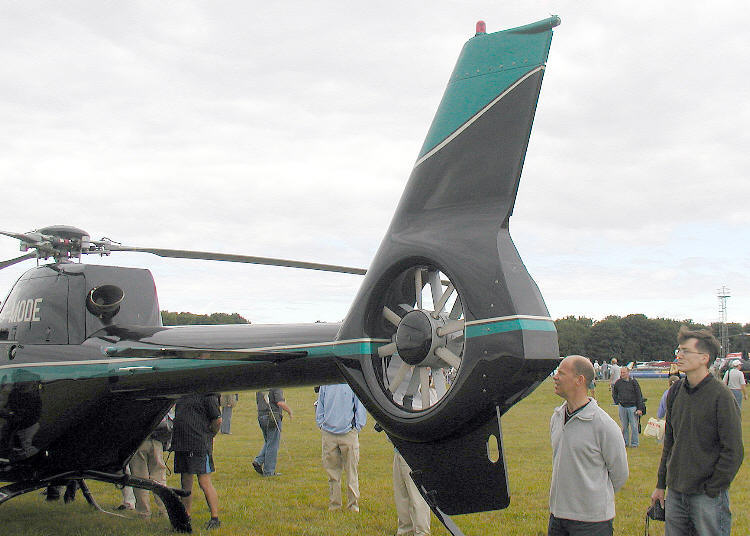
دوار ذيل مغطى لكي يحول الضجيج على الجوانب